# Primeira Liga 2016
In 2016 werd de eerste editie van de Primeira Liga gespeeld voor clubs uit de Braziliaanse Regio Zuid en clubs uit de staten Rio de Janeiro en Minas Gerais. De competitie werd gespeeld van 27 januari tot 20 april. Fluminense werd kampioen.

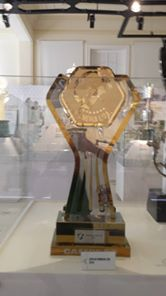
Primeira Liga 2016

## Eerste fase

### Groep A
| Plaats | Club                | Wed. | W | G | V | Saldo | Ptn. |
| ------ | ------------------- | ---- | - | - | - | ----- | ---- |
| 1.     | Fluminense          | 3    | 2 | 0 | 1 | 6:4   | 6    |
| 2.     | Atlético Paranaense | 3    | 2 | 0 | 1 | 3:2   | 6    |
| 3.     | Cruzeiro            | 3    | 1 | 1 | 1 | 6:6   | 4    |
| 4.     | Criciúma            | 3    | 0 | 1 | 2 | 1:4   | 1    |

|  | Geplaatst voor tweede fase als groepswinnaar |
|  | Geplaatst voor tweede fase als beste tweede  |

### Groep B
| Plaats | Club          | Wed. | W | G | V | Saldo | Ptn. |
| ------ | ------------- | ---- | - | - | - | ----- | ---- |
| 1.     | Internacional | 3    | 1 | 2 | 0 | 3:0   | 5    |
| 2.     | Grêmio        | 3    | 1 | 2 | 0 | 3:2   | 5    |
| 3.     | Coritiba      | 3    | 1 | 1 | 1 | 3:1   | 4    |
| 4.     | Avaí          | 3    | 0 | 1 | 2 | 2:8   | 1    |

|  | Geplaatst voor tweede fase als groepswinnaar |

### Groep C
| Plaats | Club             | Wed. | W | G | V | Saldo | Ptn. |
| ------ | ---------------- | ---- | - | - | - | ----- | ---- |
| 1.     | Flamengo         | 3    | 2 | 1 | 0 | 4:1   | 7    |
| 2.     | Figueirense      | 3    | 1 | 1 | 1 | 3:3   | 4    |
| 3.     | América Mineiro  | 3    | 1 | 1 | 1 | 2:2   | 4    |
| 4.     | Atlético Mineiro | 3    | 0 | 1 | 2 | 2:5   | 1    |

|  | Geplaatst voor tweede fase als groepswinnaar |

### Tweede fase
In geval van gelijkspel worden er strafschoppen genomen, tussen haakjes weergegeven
|  | Halve finale        | Halve finale        |   |  | Finale     | Finale |  |
|  |                     |                     |   |  |            |        |  |
|  |                     |                     |   |  |            |        |  |
|  | Fluminense          | 2 (3)               |   |  |            |        |  |
|  | Internacional       | 2 (2)               |   |  |            |        |  |
|  |                     |                     |   |  |            |        |  |
|  |                     |                     |   |  |            |        |  |
|  |                     |                     |   |  | Fluminense | 1      |  |
|  |                     | Atlético Paranaense | 0 |  |            |        |  |
|  |                     |                     |   |  |            |        |  |
|  |                     |                     |   |  |            |        |  |
|  |                     |                     |   |  |            |        |  |
|  |                     |                     |   |  |            |        |  |
|  | Flamengo            | 0                   |   |  |            |        |  |
|  | Atlético Paranaense | 1                   |   |  |            |        |  |

Details
|                       |                                                   |       |                                                   |                                                                                               |
| 23 maart Halve finale | Fluminense                                        | 2 – 2 | Internacional                                     | Estádio Nacional de Brasília, Brasilia Toeschouwers: 6.474 Scheidsrechter: Sandro Meira Ricci |
| 23 maart Halve finale | Osvaldo 29', 60'                                  |       | 24', 85' Vitinho                                  | Estádio Nacional de Brasília, Brasilia Toeschouwers: 6.474 Scheidsrechter: Sandro Meira Ricci |
| 23 maart Halve finale | Strafschoppen                                     |       |                                                   | Estádio Nacional de Brasília, Brasilia Toeschouwers: 6.474 Scheidsrechter: Sandro Meira Ricci |
| 23 maart Halve finale | Gustavo Scarpa Cícero Marcos Júnior Felipe Amorim | 3 - 2 | Eduardo Sasha Vitinho Marquinhos Jackson Anderson | Estádio Nacional de Brasília, Brasilia Toeschouwers: 6.474 Scheidsrechter: Sandro Meira Ricci |

| Fluminense | Internacional |

|                       |          |                      |                     | |
| 23 maart Halve finale | Flamengo | 0 – 1                | Atlético Paranaense | Estádio Municipal Radialista Mario Helênio, Juiz de Fora Toeschouwers: 12.917 Scheidsrechter: Leandro Pedro Vuaden |
| 23 maart Halve finale |          | 61' Marcos Guilherme |                     | Estádio Municipal Radialista Mario Helênio, Juiz de Fora Toeschouwers: 12.917 Scheidsrechter: Leandro Pedro Vuaden |

| Flamengo | Atlético-PR |

Finale
|                 |                   |       |                     | |
| 20 april Finale | Fluminense        | 1 - 0 | Atlético Paranaense | Estádio Municipal Radialista Mario Helênio, Juiz de Fora Toeschouwers: 23.985 Scheidsrechter: Sandro Meira Ricci |
| 20 april Finale | Marcos Júnior 80' |       |                     | Estádio Municipal Radialista Mario Helênio, Juiz de Fora Toeschouwers: 23.985 Scheidsrechter: Sandro Meira Ricci |

| Fluminense | Atlético-PR |

### Kampioen
| Primeira Liga do Brasil 2016   |
| Rio de Janeiro                 |
| ------------------------------ |
| FLUMINENSE Kampioen (1° titel) |